# Керівники найвищого органу державної влади Української РСР

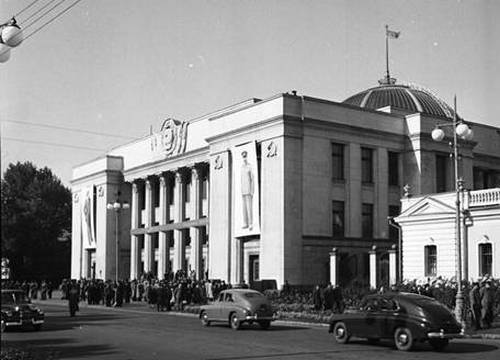
Будівля Верховної Ради Української РСР, 1952

Найвищий орган державної влади Радянської України іменувався: 
- з грудня 1917 по квітень 1918 року — Центральний Виконавчий Комітет (ЦВК) Рад України;
- з березня 1919 по липень 1938 року — Всеукраїнський Центральний Виконавчий Комітет (ВУЦВК) (у 1919 році — ВУЦВК Рад, у 1920–1935 роках — ВУЦВК, у 1935–1937 роках — ЦВК УСРР, у 1937–1938 роках — ЦВК УРСР);
- з липня 1938 і до здобуття Україною незалежності 24 серпня 1991 року — Верховна Рада Української РСР (у період між сесіями Верховної Ради частину її функцій здійснювала Президія Верховної Ради УРСР).[1][2][3]

| П. І. Б. (роки життя)                       | Портрет                                                              | Час заміщення посади               |
| Голова Президії ЦВК Рад України             | Голова Президії ЦВК Рад України                                      | Голова Президії ЦВК Рад України    |
| ------------------------------------------- | -------------------------------------------------------------------- | ---------------------------------- |
| Медведєв Юхим Григорович (1886–1938)        |                                                                      | грудень 1917 — березень 1918       |
| Затонський Володимир Петрович (1888–1938)   |                                                                      | березень — квітень 1918            |
| Голова ВУЦВК (ЦВК УСРР, ЦВК УРСР)           |                                                                      |                                    |
| Петровський Григорій Іванович (1878–1958)   |                                                                      | березень 1919 — липень 1938        |
| Голова Президії Верховної Ради УРСР         |                                                                      |                                    |
| Корнієць Леонід Романович (1901–1969)       | Корнієць Леонід Романович (немає фотографії з вільною ліцензією)     | 27 липня 1938 — 28 липня 1939      |
| Гречуха Михайло Сергійович (1902–1976)      | Гречуха Михайло Сергійович (немає фотографії з вільною ліцензією)    | 28 липня 1939 — 15 січня 1954      |
| Коротченко Дем'ян Сергійович (1894–1969)    | Коротченко Дем'ян Сергійович (немає фотографії з вільною ліцензією)  | 15 січня 1954 — 7 квітня 1969      |
| Ляшко Олександр Павлович (1915—2002)        | Ляшко Олександр Павлович (немає фотографії з вільною ліцензією)      | 19 червня 1969 — 9 червня 1972     |
| Грушецький Іван Самійлович (1904–1982)      | Грушецький Іван Самійлович (немає фотографії з вільною ліцензією)    | 28 липня 1972 — 24 червня 1976     |
| Ватченко Олексій Федосійович (1914–1984)    | Ватченко Олексій Федосійович (немає фотографії з вільною ліцензією)  | 24 червня 1976 — 22 листопада 1984 |
| Шевченко Валентина Семенівна (1935–2020)    | Шевченко Валентина Семенівна (немає фотографії з вільною ліцензією)  | 27 березня 1985 — 15 травня 1990   |
| Голова Верховної Ради УРСР                  |                                                                      |                                    |
| Бурмистенко Михайло Олексійович (1938–1941) |                                                                      | 25 липня 1938 — вересень 1941      |
| Корнійчук Олександр Євдокимович (1947–1953) |                                                                      | 4 березня 1947 — 12 вересня 1953   |
| Тичина Павло Григорович (1953–1959)         |                                                                      | 12 вересня 1953 — 24 березня 1959  |
| Корнійчук Олександр Євдокимович (1959–1972) |                                                                      | 24 березня 1959 — 14 травня 1972   |
| Білий Михайло Улянович (1972–1980)          | Білий Михайло Улянович (немає фотографії з вільною ліцензією)        | 8 червня 1972 — 25 березня 1980    |
| Ситник Костянтин Меркурійович (1980–1985)   | Ситник Костянтин Меркурійович (немає фотографії з вільною ліцензією) | 25 березня 1980 — 27 березня 1985  |
| Костюк Платон Григорович (1985–1990)        | Костюк Платон Григорович (немає фотографії з вільною ліцензією)      | 27 березня 1985 - 15 травня 1990   |
| Івашко Володимир Антонович (1990)           | Івашко Володимир Антонович (немає фотографії з вільною ліцензією)    | 4 червня — 9 липня 1990            |
| Кравчук Леонід Макарович (1990–1991)        |                                                                      | 23 липня 1990 — 24 серпня 1991     |